# Massuria
Massuria is een geslacht van spinnen uit de  familie van de Thomisidae (krabspinnen).

## Soorten
- Massuria angulata Thorell, 1887
- Massuria bellula Xu, Han & Li, 2008
- Massuria roonwali (Basu, 1964)[1]
- Massuria sreepanchamii (Tikader, 1962)
- Massuria watari Ono, 2002